# NHL 1958/59
Die NHL-Saison 1958/59 war die 42. Spielzeit in der National Hockey League. Sechs Teams spielten jeweils 70 Spiele. Den Stanley Cup gewannen die Montréal Canadiens nach einem 4:1-Erfolg in der Finalserie gegen die Toronto Maple Leafs. Neun Spieltage vor Ende der Saison übernahm Punch Imlach die Maple Leafs als Coach. Mit ihm holten sie einen Sieben-Punkte-Rückstand auf die Rangers auf und qualifizierten sich in letzter Minute für die Playoffs.

## Reguläre Saison

### Abschlusstabelle
Abkürzungen: W = Siege, L = Niederlagen, T = Unentschieden, GF= Erzielte Tore, GA = Gegentore, Pts = Punkte
|                     | W  | L  | T  | GF  | GA  | Pts |
| ------------------- | -- | -- | -- | --- | --- | --- |
| Montréal Canadiens  | 39 | 18 | 13 | 258 | 158 | 91  |
| Boston Bruins       | 32 | 29 | 9  | 205 | 215 | 73  |
| Chicago Blackhawks  | 28 | 29 | 13 | 197 | 208 | 69  |
| Toronto Maple Leafs | 27 | 32 | 11 | 189 | 201 | 65  |
| New York Rangers    | 26 | 32 | 12 | 201 | 217 | 64  |
| Detroit Red Wings   | 25 | 37 | 8  | 167 | 218 | 58  |

### Beste Scorer
Abkürzungen: GP = Spiele, G = Tore, A = Assists, Pts = Punkte
| Spieler          | Team       | GP | G  | A  | Pts |
| ---------------- | ---------- | -- | -- | -- | --- |
| Dickie Moore     | Montreal   | 70 | 41 | 55 | 96  |
| Jean Béliveau    | Montreal   | 64 | 45 | 46 | 91  |
| Andy Bathgate    | NY Rangers | 70 | 40 | 48 | 88  |
| Gordie Howe      | Detroit    | 70 | 32 | 46 | 78  |
| Ed Litzenberger  | Chicago    | 70 | 33 | 44 | 77  |
| Bernie Geoffrion | Montreal   | 59 | 22 | 44 | 66  |
| George Sullivan  | NY Rangers | 70 | 21 | 42 | 63  |
| Andy Hebenton    | NY Rangers | 70 | 33 | 29 | 62  |
| Don McKenney     | Boston     | 70 | 32 | 30 | 62  |
| Tod Sloan        | Chicago    | 59 | 27 | 35 | 62  |

## Stanley-Cup-Playoffs
|  | Halbfinale | Halbfinale            | Halbfinale |  |  | Stanley-Cup-Finale | Stanley-Cup-Finale    | Stanley-Cup-Finale |
|  |            |                       |            |  |  |                    |                       |                    |
|  |            |                       |            |  |  |                    |                       |                    |
|  | 1          | Canadiens de Montréal | 4          |  |  |                    |                       |                    |
|  | 3          | Chicago Black Hawks   | 2          |  |  |                    |                       |                    |
|  |            |                       |            |  |  | 1                  | Canadiens de Montréal | 4                  |
|  |            |                       |            |  |  | 4                  | Toronto Maple Leafs   | 1                  |
|  | 2          | Boston Bruins         | 3          |  |  |                    |                       |                    |
|  | 4          | Toronto Maple Leafs   | 4          |  |  |                    |                       |                    |
|  |            |                       |            |  |  |                    |                       |                    |

## NHL-Auszeichnungen
| Art Ross Trophy:              | Dickie Moore, Montréal Canadiens    |
| Calder Memorial Trophy:       | Ralph Backstrom, Montréal Canadiens |
| Hart Memorial Trophy:         | Andy Bathgate, New York Rangers     |
| Lady Byng Memorial Trophy:    | Alex Delvecchio, Detroit Red Wings  |
| Vezina Trophy:                | Jacques Plante, Montréal Canadiens  |
| James Norris Memorial Trophy: | Tom Johnson, Montréal Canadiens     |